# Gracilentulus aokii
Gracilentulus aokii är en urinsektsart som beskrevs av Imadaté 1982. Gracilentulus aokii ingår i släktet Gracilentulus och familjen lönntrevfotingar. Inga underarter finns listade i Catalogue of Life.